# Бел (міфологія)
Бел (грец. Βῆλος) — син Посейдона й німфи Лівії, брат-близнюк Агенора, чоловік Анхіної, батько Єгипта, Даная та Ламії.